# هاوک و داو
هاوک و داو (به انگلیسی: Hawk and Dove) عنوان تیمی ابرقهرمانی در کتاب‌های کامیک آمریکایی منتشر شده توسط دی‌سی کامیکس است. هاوک و داو توسط استیو دیتکو و استیو اسکیتز خلق شده‌است که برای اولین بار در شماره ۷۵ از مجموعه کمیک شوکیس (ژوئن ۱۹۶۸)، و در طی دوران نقره‌ای کتاب‌های کامیک معرفی شدند. این دو شخصیت در طی سال‌ها در تجسم‌های گوناگون و با نام‌های مختلفی در مجموعه‌های دنباله‌دار و مینی‌سریال‌ها ظاهر شده‌اند، و همچنین در شماری از نقش‌های مکمل و به عنوان مهمان در عناوینی نظیر تایتان‌های نوجوان، پرنده‌های شکاری و روز درخشان حضور دارند. از نامدارترین این تجسم‌ها می‌توان به دو برادر نوجوان اولیه هنک هال (هاوک) شجاع و خشن، همراه با برادر صلح‌جوی خود دان هال (داو ۱)، و همچنین تیم کنونی متشکل از هنک هال با داون گرنجر (داو ۲)، زنی جوان که نقش داو را در شماره ۱ از دومین جلد هاوک و داو (اکتبر ۱۹۸۸) به عهده دارد، اشاره کرد.
آلن ریچسون در نقش هنک هال و مینکا کلی به ایفای نقش داون گرنجر در مجموعه تلویزیونی تایتان‌ها (۲۰۱۸) پرداخته‌اند. الیوت نایت نیز در نقش دان هال ظاهر خواهد شد. این اولین حضور رسمی این شخصیت‌ها در یک فیلم لایو اکشن محسوب می‌شود.